# Choi Seung-woo
Pour les articles homonymes, voir Choi.
Dans ce nom coréen, le nom de famille, Choi, précède le nom personnel.
Choi Seung-woo (né le 19 décembre 1989) est un coureur cycliste sud-coréen. Il participe à des compétitions sur route et sur piste.

## Palmarès sur piste

### Jeux olympiques
- Londres 2012
  - 10e de la poursuite par équipes

### Championnats d'Asie
- Kuala Lumpur 2012
  -  Médaillé de bronze de la course aux points
- New Dehli 2013
  -  Médaillé d'argent de l'américaine
- Nakhon Ratchasima 2015
  -  Médaillé de bronze de l'américaine

## Classements mondiaux
| Année         | 2009 | 2010 | 2011 | 2012 | 2013 | 2014 | 2015 | 2016 | 2017 |
| ------------- | ---- | ---- | ---- | ---- | ---- | ---- | ---- | ---- | ---- |
| UCI Asia Tour | 230e |      |      |      | 218e |      |      |      | 531e |